# National Association of Mathematicians
|  | Dieser Artikel wurde auf der Qualitätssicherungsseite des Portals Mathematik eingetragen. Dies geschieht, um die Qualität der Artikel aus dem Themengebiet Mathematik auf ein akzeptables Niveau zu bringen. Bitte hilf mit, die Mängel dieses Artikels zu beseitigen, und beteilige dich bitte an der Diskussion! (Artikel eintragen) |

Die National Association of Mathematicians (NAM) ist ein 1969 gegründeter US-amerikanischer Berufsverband von Mathematikern, insbesondere Afroamerikanern und Angehörigen anderer unterrepräsentierter Minderheiten.
Sie organisiert neben ihren Regional Faculty Conferences on Research and Teaching Excellence auch regelmäßige Veranstaltungen auf den Joint Mathematics Meetings der American Mathematical Society und auf den Treffen der Mathematical Association of America.